# Kronstädter Zeitung
Die Kronstädter Zeitung war eine deutsche Tageszeitung in Österreich-Ungarn und später im Königreich Rumänien, die von 1849 bis 1944 in Brașov (dt. Kronstadt) erschienen ist.

## Geschichte
Über ein Jahrhundert lang war die Kronstädter Zeitung ein Sprachrohr des siebenbürgisch-sächsischen Bürgertums und vertrat eine liberale Ausrichtung. Ihr konservatives, regierungsfreundliches Gegenstück war Der Siebenbürger Bote (1792–1862) und später die Hermannstädter Zeitung vereinigt mit dem Siebenbürger Boten (1861–1907) aus Sibiu (dt. Hermannstadt). Der Kronstädter Drucker, Zeitungsverleger und Bürgermeister Johann Gött publizierte seit 1837 das Siebenbürger Wochenblatt, das sich als „Sprechsaal für alle Parteien“ verstand. Infolge der Revolution von 1848/49 wurde dessen Erscheinen jedoch eingestellt und mit der Kronstädter Zeitung eine dezidiert liberale Position eingenommen. Erster Redakteur war der freisinnige Schriftsteller Maximilian Leopold Moltke (1819–1894). Zu den prominenteren liberalen Mitarbeitern gehörten überdies die Politiker Stephan Ludwig Roth (1796–1849) und Georg Daniel Teutsch (1817–1893), später Ludwig Korodi (1867–1954) und Eugen von Trauschenfels (1833–1903), die sich gegen die Magyarisierungspolitik in der ungarischen Reichshälfte einsetzten, sowie der Schriftsteller Heinrich Zillich (ab 1930). Nach dem Übertritt Siebenbürgens zum Königreich Rumänien setzte sich die Kronstädter Zeitung für die Einhaltung der Minderheitenrechte der Rumäniendeutschen ein, was sie zu einem häufigen Ziel der staatlichen Zensur machte. Mit dem Frontwechsel Rumäniens auf die Seite der Alliierten am 23. August 1944 musste die deutschsprachige Zeitung ihr Erscheinen einstellen.